# Копьёвский поссовет
Копьёвский поссовет — сельское поселение в Орджоникидзевском районе Хакасии.
Административный центр — посёлок Копьёво.

## История
Статус и границы сельского поселения как Первый Копьевский сельсовет установлены Законом Республики Хакасия от 7 октября 2004 года № 68 «Об утверждении границ муниципальных образований Боградского района и наделении их соответственно статусом муниципального района, сельского поселения»
Позднее переименован в Копьёвский поссовет

## Население
| 2010  | 2012  | 2013  | 2014  | 2015  | 2016  | 2017  |
| ----- | ----- | ----- | ----- | ----- | ----- | ----- |
| 4401  | ↘4331 | ↗4354 | ↘4316 | ↘4199 | ↘4116 | ↘4113 |
| 2018  | 2019  | 2020  | 2021  |       |       |       |
| ↘4036 | ↘3941 | ↘3897 | ↗3936 |       |       |       |

## Состав сельского поселения
В состав сельского поселения входит один населённый пункт — посёлок Копьёво.

## Местное самоуправление
Глава Копьевского поссовета
- с 8 февраля 2015 года - Тайченачев Анатолий Иванович[13]

Администрация
п. Копьево, Юбилейный,  2
Глава администрации
- Якушин Игорь Анатольевич